# Panzerkampfwagen E-100
Panzerkampfwagen E-100 (Gerät 383, TG-01) là tên một loại xe tăng siêu nặng do Đức Quốc xã thiết kế vào gần cuối thế chiến II.

## Lược sử thiết kế

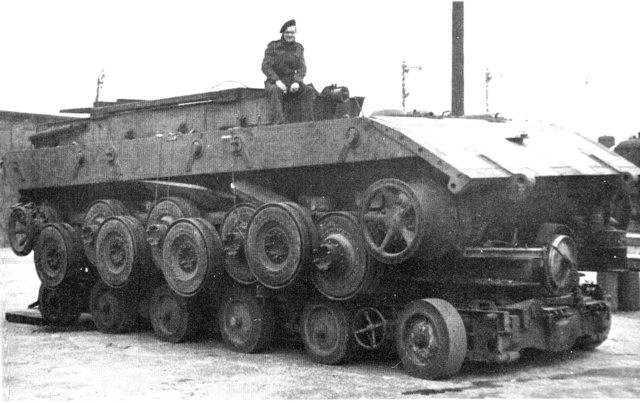
Mẫu thân E-100 bị quân Anh bắt giữ vào năm 1945

Việc thiết kế E-100 chủ yếu xuất phát từ lệnh của Waffenamt nhằm thiết kế song song hai chiếc xe tăng siêu nặng với nhau: E-100 và Panzer VIII Maus. Nó là dòng xe tăng nặng nhất trong dòng E. Sau năm 1944, dự án sản xuất và thiết kế Maus đã bị hủy bỏ. Chưa có mẫu E-100 nào được hoàn thành trong suốt cuộc chiến. Quân Anh tìm thấy một số bộ phận riêng lẻ của E-100 vào năm 1945, đây là toàn bộ phần thân và một vài bánh xích của E-100. Sau thế chiến, số bộ phận này bị vứt bỏ.

## Tham khảo

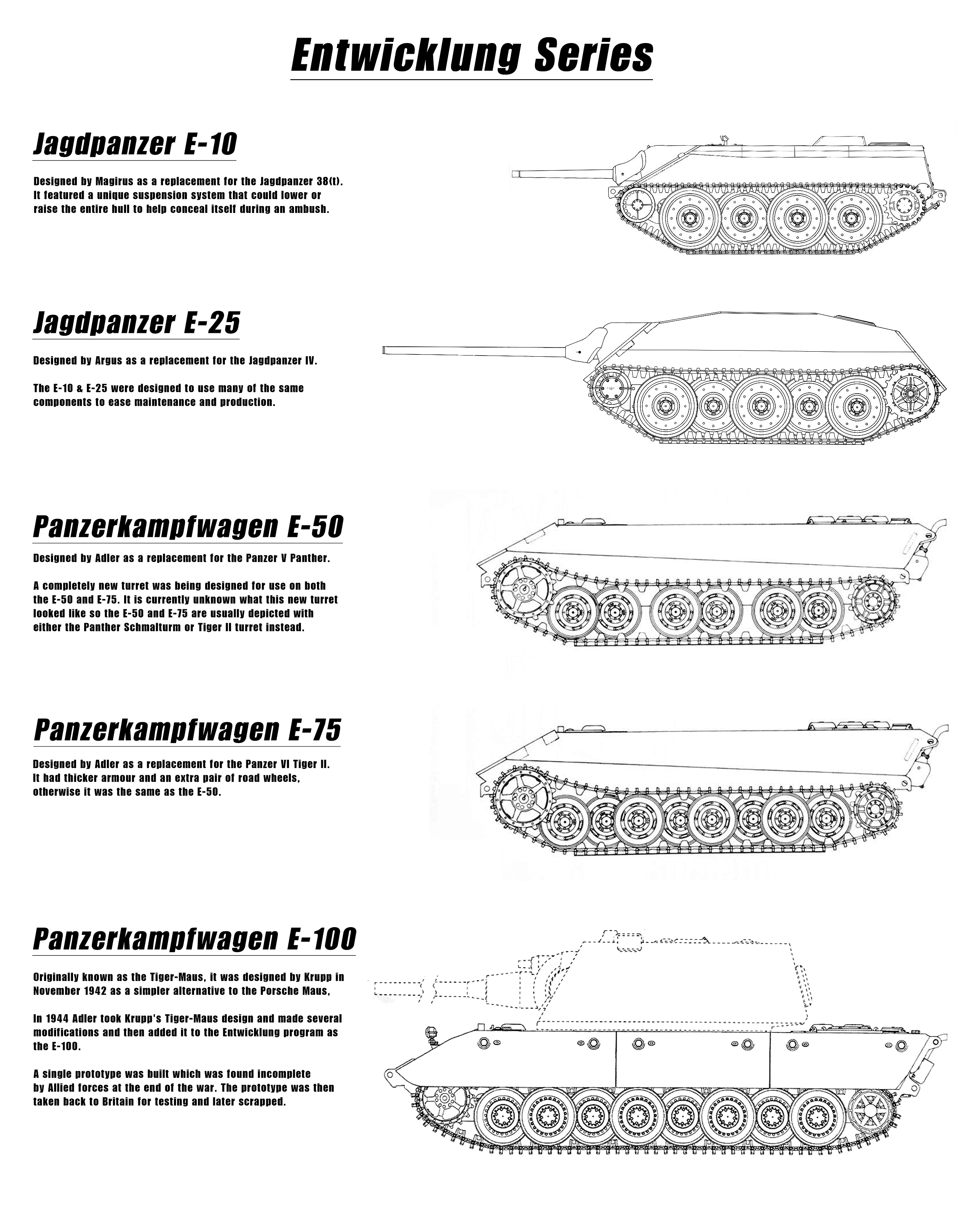

## Thiết kế kĩ thuật

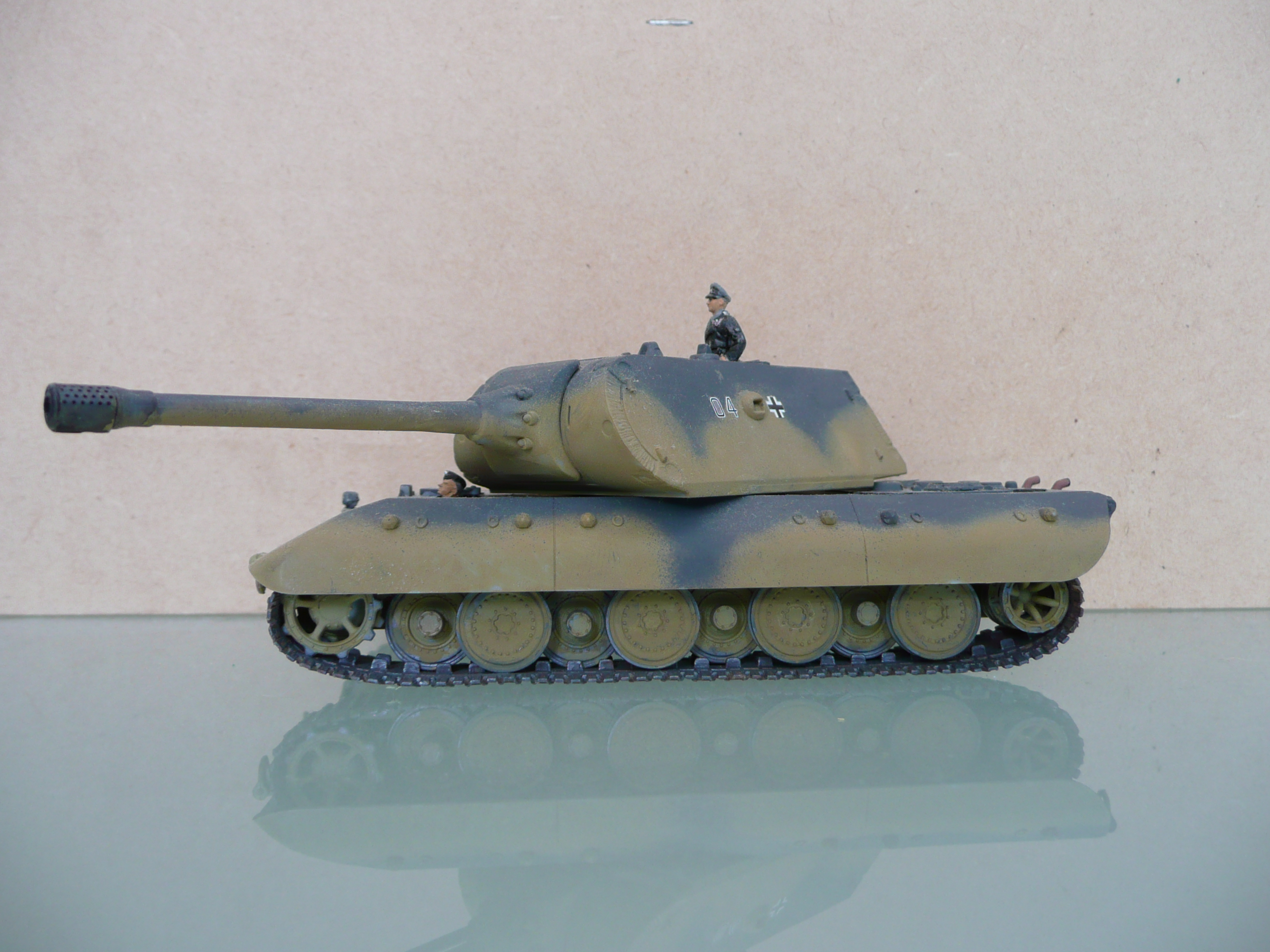
Mô hình tỉ lệ 1:72 của E-100

E-100 có động cơ HL230P30, giống như tăng Panther và Tiger tuy nhiên có sửa chút ít để có thể đủ công suất hoạt động cho E-100. Vũ khí của E-100 vẫn chưa được chọn giữa 15  cm KwK 44, 17  cm KwK 44 và 12.8  cm PaK 44. Thân tăng có được thiết kế giáp xiên theo các kiểu xe tăng năm 1943. Các bánh gối và xích được thiết kế giống như tăng Tiger và Panther.